# Tự do báo chí

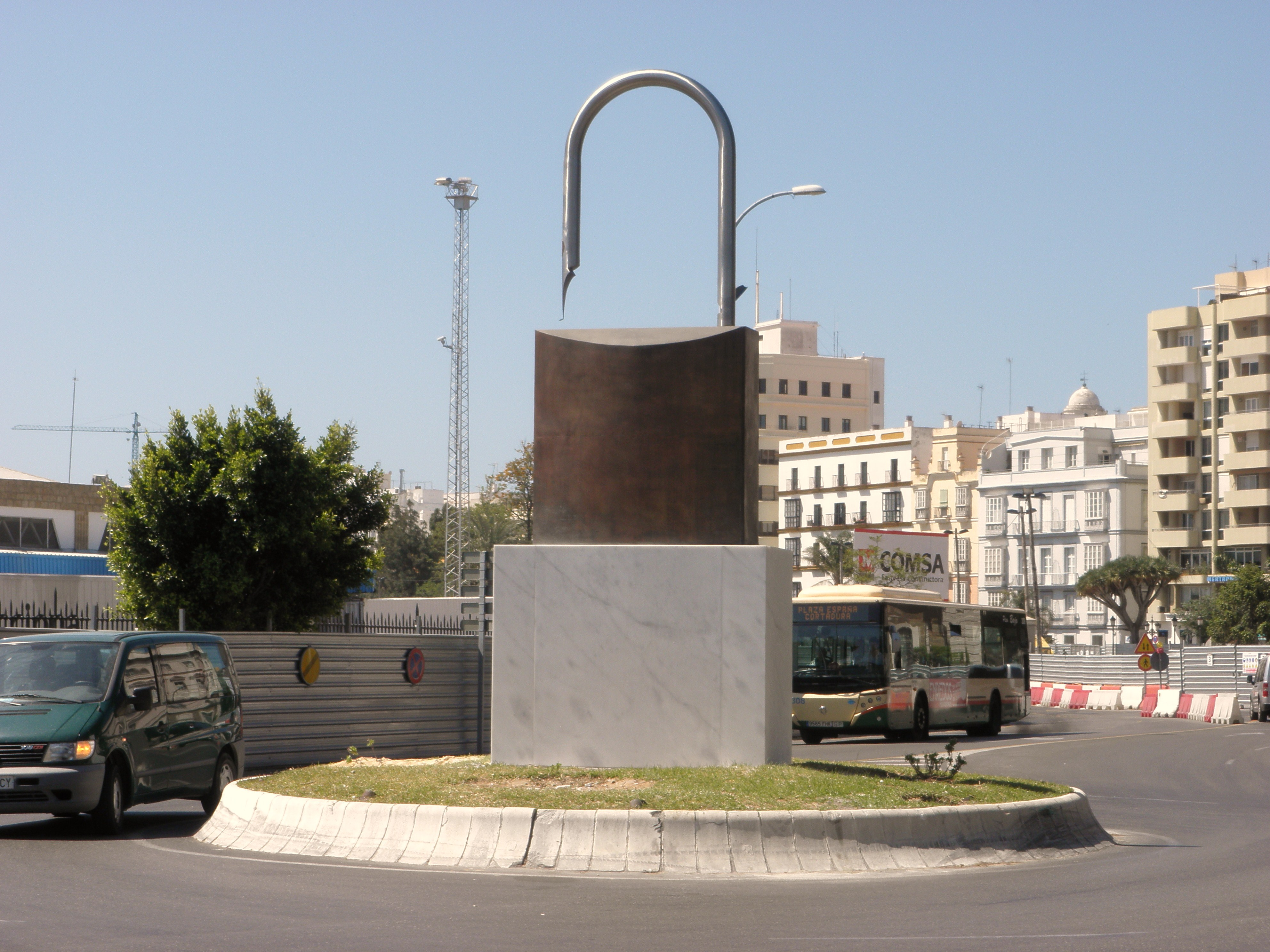
Tượng đài Tự do báo chí với ngòi bút bị bẻ cong ở Cádiz, Tây Ban Nha

Tự do báo chí hay tự do thông tin là một trong những quyền căn bản nhất của con người, được hầu hết các quốc gia công nhận bằng văn bản luật, thậm chí Hiến pháp. Bản Tuyên ngôn Nhân quyền và Dân quyền cũng đề cập và công nhận quyền tự do này của mỗi công dân. Tuy nhiên, việc thực hiện quyền tự do báo chí ở mỗi quốc gia có mức độ hoàn toàn khác nhau.

## Biểu hiện của tự do báo chí
Thể hiện qua việc tự do thông tin, tiếp nhận thông tin qua tất cả các nguồn khác nhau, bày tỏ quan điểm chính kiến mà không sợ bị giam cầm hay trù dập.

## Tình trạng tự do báo chí

### 2015
Theo Freedom House, năm 2015 là năm tồi tệ nhất đối với tự do báo chí trong hơn một thập niên qua. Ước tính chỉ có 13% dân số thế giới sống ở các nước "nơi có việc đưa các tin tức chính trị thì ngay thẳng, sự an toàn của các nhà báo được đảm bảo, sự xâm phạm của nhà nước vào các vấn đề truyền thông là tối thiểu, và báo chí không phải là đối tượng của những áp lực pháp lý hoặc kinh tế nặng nề". Đối với 87% còn lại của dân số thế giới lại là một câu chuyện khác. Ở một số nước, các chế độ chuyên chế sẽ chỉ đơn giản là bỏ tù hay ám sát các phóng viên, những người quá "tò mò". Ở các nước khác, các chính phủ đã thực hiện các rào cản pháp lý và kinh tế đối với việc đưa tin trung thực, không bị trói buộc, làm cho công việc của các nhà báo muốn làm việc ngay thẳng trở nên càng khó khăn hơn.

## Xếp hạng về tự do báo chí
Lưu ý: Số liệu từ Hoa Kỳ chỉ có tính chất tham khảo.
Một trong những tổ chức đánh giá mức độ tự do báo chí được biết đến rộng rãi là bảng thứ tự qua khảo sát và xếp hạng hàng năm bởi tổ chức Phóng viên không biên giới (Reporters sans frontières RSF) với mục đích cổ động quyền tự do bao chí toàn cầu. Thứ tự được xếp theo mức độ vi phạm quyền lợi mà tổ chức này đánh giá.
| Danh mục tự do báo chí | Danh mục tự do báo chí | Danh mục tự do báo chí                                                                                           |
| Năm                    | 10 quốc gia dẫn đầu (kể cả đồng hạng)                                                                                       | 10 quốc gia cuối sổ                                                                                              |
| ---------------------- | --- | --- |
| 2006                   | Hà Lan, Iceland, Ireland, Phần Lan, Cộng hòa Séc, Estonia, Na Uy, Slovakia, Thụy Sĩ, Bồ Đào Nha, Hungary, Latvia, Slovenia. | Nepal, Ethiopia, Ả Rập Xê Út, Iran, Trung Quốc, Miến Điện, Cuba, Eritrea, Turkmenistan, CHDCND Triều Tiên        |
| 2008                   | Iceland, Luxembourg, Na Uy, Estonia, Phần Lan, Ireland, Bỉ, Latvia, New Zealand, Thụy Điển, Thụy Sĩ                         | Palestine, Lào, Sri Lanka, Iran, Trung Quốc, Việt Nam, Cuba, Miến Điện, Turkmenistan, CHDCND Triều Tiên, Eritrea |
| 2011                   | Phần Lan, Na Uy, Estonia, Hà Lan, Áo, Iceland, Luxembourg, Thụy Sĩ, Cabo Verde, Canada                                      | Sudan, Yemen, Bahrain, Trung Quốc, Iran, Syria, Turkmenistan, CHDCND Triều Tiên, Eritrea                         |
| 2014                   | Phần Lan, Hà Lan, Na Uy, Luxembourg, Andorra, Liechtenstein, Đan Mạch, Iceland, New Zealand                                 | Lào, Sudan, Iran, Trung Quốc, Somalia, Syria, Turkmenistan, Cộng hòa Dân chủ Nhân dân Triều Tiên, Eritrea        |
| 2017                   | Na Uy, Thụy Điển, Phần Lan, Đan Mạch, Hòa Lan, Costa Rica, Thụy Sĩ, Jamaica, Bỉ, Iceland                                    | Guinea Xích Đạo, Djibouti, Cuba, Sudan, Hoa Lục, Syria, Turkmenistan, Eritrea, CHDCND Triều Tiên                 |

### 2012
Theo phúc trình của tổ chức Phóng viên Không Biên giới (RSF) vào ngày 30 tháng giêng 2013:
- Miến Điện xếp thứ 151 trong tổng số 179 quốc gia được xếp hạng theo Chỉ số Tự do Báo chí Thế giới năm 2013 do tổ chức RSF thực hiện, vượt lên 18 bậc so với năm ngoái. Theo RFS thì "Không còn phóng viên hay nhà bất đồng chính kiến thể hiện qua internet nào bị giam giữ trong các nhà tù của chính quyền độc tài quân nhân cũ nữa," và vào tháng Tám, Miến Điện đã tuyên bố chấm dứt kiểm duyệt trước khi ấn bản.
- Nhật Bản tụt hạng đáng kể, từ đứng thứ 22 xuống thứ 53 vì kiểm duyết tin liên quan tới vụ nhà máy điện hạt nhân ở Fukushima bị sóng thần tàn phá.
- Triều Tiên (đứng thứ 178, áp chót), Trung Quốc (173), Việt Nam (172) và Lào (168), 4 nước này cũng bị đặt ở cuối bảng xếp hạng vì họ "từ chối không cho phép công dân của mình quyền tự do được thông tin," RSF nói[8].

#### 2022
Nhân việc Tổ chức Phóng Viên Không Biên giới (RSF) công bố bảng xếp hạng Chỉ số Tự do Báo chí Thế giới năm 2022 vào ngày Tự do báo chí Quốc tế 3/5, một nhà báo độc lập nhận định rằng, bên cạnh bắt bở bỏ tù các nhà báo độc lập, Nhà nước Việt Nam còn "chống lưng" cho các hội nhóm tung tin giả. Đó cũng là lý do khiến tình nền báo chí Việt Nam vẫn tồi tệ và luôn ổn định đứng cuối trong các bảng đánh giá về Tự do báo chí. Trong bảng xếp hạng này, RFS xếp Việt Nam xếp ở vị trí 174/180 quốc gia và vùng lãnh thổ được đánh giá, tăng một hạng so với năm ngoái, và là quốc gia có số nhà báo bị bỏ tù đứng thứ ba trên Thế giới .

## Tự do báo chí ở Việt Nam
Hiến pháp Việt Nam 2013 quy định "Công dân có quyền tự do ngôn luận, tự do báo chí, tiếp cận thông tin".

### Quan điểm của chính quyền Việt Nam
Năm 2006, Thủ tướng Nguyễn Tấn Dũng ký Chỉ thị 37 để thực hiện kết luận của Bộ Chính trị về biện pháp tăng cường lãnh đạo, quản lý báo chí. Theo chỉ thị này, Chính phủ Việt Nam "kiên quyết không để tư nhân hóa báo chí dưới mọi hình thức; không để bất cứ tổ chức, cá nhân nào lợi dụng, chi phối báo chí phục vụ lợi ích riêng." Thủ tướng Việt Nam còn ra chỉ thị bổ sung thêm những biện pháp để kiểm soát báo chí chặt chẽ hơn. Điển hình là nhà nước không chấp nhận báo chí tư nhân.
Tính đến năm 2010 trong số hơn 700 tờ báo cùng 67 đài phát thanh và truyền hình trong nước thì tất cả phụ thuộc vào những cơ quan nhà nước và chịu sự chỉ đạo của chính quyền. Chính xác hơn là Bộ Thông tin - Truyền thông quản lý cùng dưới quyền Ban Văn hóa Tư tưởng của Đảng Cộng sản.
Tháng 8 năm 2011 tại Hội nghị báo chí nhóm họp ở Quảng Bình, Cục Báo chí thuộc Bộ Thông tin và truyền thông Việt Nam tái khẳng định rằng tất cả báo chí trong nước đều là cơ quan ngôn luận của Đảng nên nhiệm vụ chính yếu là "tuyên truyền đường lối, chủ trương của Đảng và chính sách, pháp luật của Nhà nước đến nhân dân." Vì vậy báo chí phải cảnh giác việc "đưa tin không phù hợp với lợi ích quốc gia và nhân dân" và "nhận thức chính trị sai lệch." Dù vậy báo chí cùng các phương tiện truyền thông nói chung đang được hiện đại hóa và nhà nước không thể kiểm soát được trọn vẹn.

### Quan điểm của Đảng Cộng Sản Việt Nam
Theo báo điện tử Đảng Cộng Sản Việt Nam , 
Nền báo chí cách mạng Việt Nam chịu sự lãnh đạo tuyệt đối và toàn diện của Đảng Cộng sản Việt Nam, phục vụ sự nghiệp đấu tranh giải phóng giai cấp, giải phóng dân tộc, xây dựng và bảo vệ Tổ quốc Việt Nam xã hội chủ nghĩa. Vì vậy, ở Việt Nam, Đảng lãnh đạo báo chí và báo chí bảo vệ Đảng, trong đó có bảo vệ nền tảng tư tưởng của Đảng là hai nhiệm vụ tất yếu, khách quan.
Trong hệ thống tổ chức của Đảng Cộng Sản Việt Nam, Ban Tuyên giáo Trung ương là cơ quan tham mưu, giúp việc của Ban Chấp hành Trung ương Đảng Cộng sản Việt Nam, trực tiếp và thường xuyên là Bộ Chính trị, Ban Bí thư trong công tác xây dựng Đảng về chính trị, tư tưởng, đạo đức; về chủ trương, quan điểm và chính sách của Đảng trong lĩnh vực tuyên tuyền, lý luận chính trị, lịch sử Đảng, báo chí, xuất bản, văn hóa, văn nghệ,... Ngày 21 tháng 6 năm 2022, trưởng Ban Tuyên giáo Trung ương, ông Nguyễn Trọng Nghĩa chỉ ra việc xây dựng môi trường văn hóa thực sự trong một số cơ quan báo chí chưa được đầu tư đồng bộ, đầy đủ, sâu sắc, thậm chí xuất hiện dấu hiệu lệch chuẩn, lạc chuẩn văn hóa, chạy theo thị hiếu tầm thường trong một số sản phẩm báo chí và trong cách thức ứng xử của một số người làm báo với đồng nghiệp và với công chúng, xã hội .
Liên quan đến báo chí, Ban Tuyên Giáo Trung Ương có những nhiệm vụ sau:
- Hướng dẫn, kiểm tra, định hướng chính trị, tư tưởng trong hoạt động của các cơ quan báo chí, xuất bản, văn hoá, văn nghệ, các cơ quan thông tin, tuyên truyền đối ngoại ở Trung ương và địa phương. Khi cần thiết chủ trì hoặc phối hợp kiểm tra về mặt quan điểm chính trị, tư tưởng các công trình nghiên cứu khoa học; các tác phẩm văn học, nghệ thuật, báo chí, xuất bản...
- Chủ trì chỉ đạo định hướng chính trị, tư tưởng trong hoạt động của các cơ quan báo chí, xuất bản, văn hoá, văn nghệ, các cơ quan thông tin, tuyên truyền đối ngoại, các hội văn học - nghệ thuật, Hội nhà báo, Hội xuất bản, Liên hiệp các hội khoa học và kỹ thuật. Phối hợp với Ban Tổ chức Trung ương trong công tác tổ chức, bộ máy và công tác cán bộ của các cơ quan, đơn vị trên.

### Trường hợp bị kỷ luật

#### 2016
- Nhà báo Đỗ Hùng, Phó Tổng thư ký tòa soạn báo Thanh niên điện tử, bị kỷ luật, thu hồi thẻ nhà báo, mất chức chỉ vì đưa lên Facebook riêng của anh một bài viết ngắn gồm toàn các chữ có dấu sắc, nhân kỷ niệm Quốc khánh lần thứ 70 (2/9/1945 - 2/9/2015). Anh bị Bộ Thông tin và Truyền thông kết tội xuyên tạc và xúc phạm Hồ Chí Minh và Võ Nguyên Giáp.[20].
- Nhà báo trẻ Mai Phan Lợi, phóng viên của báo Pháp Luật (Sài Gòn), làm việc tại Hà Nội. Khi xảy ra tai nạn 2 máy bay quân sự của Việt Nam mất tích, anh đưa tin và phát động một sáng kiến mà anh gọi là một cuộc thăm dò, khảo sát dư luận về chuyện 2 máy bay bị tan xác này. Thế là anh bị lên án là vô trách nhiệm, bị mất chức, bị thu hồi thẻ nhà báo, chỉ vì đã dùng 2 chữ tan xác.[20]
- Nhà báo Phùng Hiệu, quyền đại diện báo Nhà báo và Công luận, cũng chỉ vì cho rằng Fidel Castro là một nhà độc tài bảo thủ, tôn thờ chủ nghĩa Mác một cách mê muội mà bị kỷ luật, bị đề nghị rút thẻ nhà báo vì dám xúc phạm một "lãnh tụ vĩ đại, người bạn thân thiết của đảng Cộng sản và của nhân dân Việt Nam".[20]

### Nhận xét của các tổ chức quốc tế
Theo báo cáo của tổ chức Phóng viên không biên giới, Việt Nam không có truyền thông độc lập. Việt Nam xếp hạng 168 trong số 173 quốc gia trong bảng xếp hạng vào năm 2008 về chỉ số tự do báo chí. Báo chí, truyền hình và radio đều nằm dưới sự điều khiển của chính quyền. Bốn cơ quan chính là Thông tấn xã Việt Nam, Đài Truyền hình Việt Nam, Đài Tiếng nói Việt Nam và báo Nhân dân đều được phối hợp để thi hành tuyên truyền cho Đảng Cộng sản Việt Nam và chính phủ Việt Nam.
Hiện khoảng 10 nhà báo và nhà bất đồng chính kiến mạng đang bị ở tù "vì những phát biểu của họ".
Theo tổ chức Freedom House công bố ngày 1 tháng 5 năm 2012 thì Việt Nam đứng hạng thứ 182 trên 197 quốc gia thế giới, đồng hạng với Ả Rập Xê Út, Bahrain, Lào và Somalia. Trong khu vực Đông Á và Đông Nam Á, Việt Nam xếp đồng hạng với Lào, chỉ hơn Myanmar và Trung Quốc (đồng hạng) và Cộng hòa Dân chủ Nhân dân Triều Tiên (xếp cuối bảng).

#### 2013
- Ngày 17 tháng tư 2013 Ủy ban Bảo vệ Ký giả quốc tế CPJ kêu gọi Nghị viện châu Âu thúc đẩy nhà cầm quyền Việt Nam lùi bước trong chính sách nghiêm ngặt chống lại truyền thông được siết chặt từ năm 2009 tới nay[23].
- Qua công bố của Freedom House vào ngày 1/5/2013 thì Việt Nam vẫn bị liệt vào danh sách những nước không có tự do báo chí [24].
- Theo cuộc khảo sát của Ủy ban Bảo vệ Nhà báo (tiếng Anh: Committee to Protect Journalists, CPJ) thì Việt Nam đứng thứ năm trong các quốc gia trên thế giới giam cầm người làm báo. Các nước kia theo thứ tự là Thổ Nhĩ Kỳ, Iran, Cộng hòa Nhân dân Trung Quốc và Eritrea.[25]

#### 2016
Việt Nam vẫn bị xếp hạng 175/180 trong phúc trình thường niên về tự do báo chí thế giới của Tổ chức Phóng viên không biên giới (RSF), công bố hôm thứ Tư 20 tháng 4. Ông Benjamin Ismail chuyên trách khu vực Châu Á Thái Bình Dương trong tổ chức Phóng Viên Không Biên Giới, trụ sở tại Paris, Pháp, nhận định: "Dù vẫn giữ vị trí 175/180 như năm 2015 song phải nói là tình trạng tự do báo chí ở Việt Nam có phần tệ hơn năm ngoái nữa.". Ông ta nói thêm: "Lãnh vực tự do thông tin và tự do báo chí của Việt Nam sa sút đáng kể, những hành động bắt giữ, sách nhiễu bloggers và các nhà báo công dân tiếp tục xảy ra, điển hình như vụ việc Nguyễn Hữu Vinh tức blogger Anh Ba Sàm và trường hợp luật sư nhân quyền Nguyễn Văn Đài sau này..." 

### Thành lập Hội Nhà báo Độc lập
Vì muốn thực hiện quyền tự do báo chính nhưng không được nhà nước Việt Nam kiểm soát, ngày 4 tháng 7 năm 2014 một nhóm ký giả, phóng viên, nhà văn đã đứng ra thành lập một hiệp hội chính thức mang tên Hội Nhà báo Độc lập Việt Nam với 42 hội viên. Mục đích của hội là "nhằm thực hiện quyền tự do biểu đạt và tự do báo chí". Trong số người chủ trương là nhà báo Phạm Chí Dũng (chủ tịch) và linh mục Lê Ngọc Thanh (phó chủ tịch). Linh mục là người được trao giải "Anh hùng thông tin" của tổ chức Phóng viên Không Biên giới hồi tháng 5 năm 2014.

## Tự do báo chí ở các nước Hồi giáo

### Bahrain
Theo Tổ chức Phóng viên Không Biên giới, một số phóng viên ở Bahrain đã bị bỏ tù. Một số người cũng bị tra tấn dã man hoặc bị đày ải.

### Palestine
Vào tháng 10 năm 2019, Chính phủ Palestine đã chặn 59 trang web, cho rằng các trang web mạng thông tin phiến diện, chỉ trích chính phủ. Các trang web này được xác định là đã xuất bản tài liệu đe dọa an ninh quốc gia và hòa bình dân sự. Quds News Network, là một trong số các trang web bị chặn, tuyên bố rằng động thái này phản ánh sự đàn áp tự do báo chí ở Palestine.

## Tác động của cản trở thông tin
Theo BBC, việc tạo ra các bộ lọc thông tin nhằm ngăn người dân tiếp xúc với các thông tin mà chính quyền không mong muốn thường gây ra các tác hại về kinh tế, về chính trị, về tư tưởng nhận thức và vi phạm quyền lợi chính đáng của người dân về quyền tự do ngôn luận.